# 龍的傳人
《龍的傳人》是中華民國（臺灣）音樂人侯德健的著名作品，成於1978年12月16日。歌曲原由侯德健自彈自唱，後由李建復翻唱。

## 背景
1978年12月，美國政府宣佈與中華民國政府斷交，轉與中國大陸的中華人民共和國政府建交。得知消息的侯德健當夜奮筆創出詞曲，十天后，《联合报》刊出歌词全文。1980年經台灣歌手李建復翻唱，而台灣報紙在官方授意下一再宣傳，並搭著校園民歌風潮，令此歌曲變得家傳戶晓。隨後经过英屬香港歌手張明敏及關正傑的分別演绎，更傳遍中國大陸。而「龍的傳人」也成為中華民族的別稱。
原著發表時為台灣戒嚴狀態，歌曲需送行政院新聞局審查。當時正逢中華民國與美國斷交，行政院新聞局為避免刺激美國政府，要求修改原歌詞中“四面楚歌是奴才的劍”，一開始先改為“四面楚歌是洋人的劍”但仍不被接受，最後改成“四面楚歌是姑息的劍”。
侯德健曾表示，歌詞靈感背景是1900年的八國聯軍。

## 後續演唱與翻唱
《龍的傳人》奪得華視綜藝節目《綜藝100》〈創作歌謠排行榜〉第1週至第14週榜首。1983年，侯德健因違反戒嚴令前往大陸，使此曲在台灣遭禁唱，1987年才隨著解嚴而開禁。1985年中國大陸央视春晚，曾任美国加州喜瑞都市长的美籍华人黄锦波第一次将这首歌傳唱到中国大陆。侯德健本人也于1988年龙年的中國大陸央视春晚自弹自唱演绎了这首歌曲，
在1989年5月27日的英屬香港《民主歌聲獻中華》演唱會上，侯德健把《龍的傳人》歌詞作了兩處修訂：把「四面楚歌是姑息的劍」改為「四面楚歌是獨裁的劍」，把「黑眼睛黑頭髮黃皮膚，永永遠遠是龍的傳人」改為「不管你自己願不願意，永永遠遠是龍的傳人」。
1992年，乐队Beyond到台湾综艺节目宣传时，改编这首歌为摇滚版。
2000年，歌手王力宏作为李建复的姪子在其專輯《永遠的第一天》中翻唱了其重新編曲後的《龍的傳人》，成為年輕人所唱的版本。
2000年11月，糯米糰專輯《青春鳥王》有一首歌曲《跆拳道》，其部分歌詞摘錄自《龍的傳人》，加上MV中蓄意戲仿當時翻唱《龍的傳人》的王力宏，所以不少人皆認為這首歌有諷刺王力宏之嫌。
2005年1月，『民歌30』紀念音樂會，侯德健與李建復把「四面楚歌是姑息的劍」改為「四面楚歌是洋人的劍」
2008年12月15日，中視八點檔連續劇《光陰的故事》首播第21集，朱磊（寇家瑞飾）參加《六燈獎》的單元〈校園歌曲演唱〉，參賽歌曲為《龍的傳人》。
2009年，《龍的傳人》入選中共中央宣传部推荐100首爱国歌曲第62首。
2011年5月1日，滾石唱片30周年演唱會上，侯德健在北京鳥巢登台演唱《龍的傳人》，這也是他21年來首次在中國大陸公開演唱。全場共有90000名觀眾。消息稱，演出主辦方在最後一刻拿到中華人民共和國文化部的批文，允許侯德健上台演唱。
2012年7月4日，李建復在Legacy Taipei舉辦首場個人演唱會，把〈龍的傳人〉改編為無伴奏合唱版。李建復說，王力宏是第一個在北京鳥巢舉辦音樂會的華人男歌手，五月天是第一個在北京鳥巢舉辦音樂會的華人樂團，但他是兩次在北京鳥巢獻唱〈龍的傳人〉的華人男歌手。王力宏悄悄現身本次演唱會，他說，〈龍的傳人〉是他聽到的第一首中文歌曲。

## 相關評論

### 「龍的傳人」與民族主義
1983年7月2日，臺灣歷史學家戴國煇於美國中西部夏令營的演講藉「龍的傳人」批評當時臺灣黨外人士的臺灣主體意識：
我認為〈龍的傳人〉的歌詞寫得不錯。但我始終不能瞭解一些黨外人士最近的言論，他們喜歡提出「一千八百萬的全體台灣人」云云的話。我認為他們的提法雖然比起台獨第一代等人士常把省籍矛盾無限擴大成民族矛盾那一類的言論有些進步，但我覺得一千八百萬人云云的提法既沒有「內容」、亦是含糊不清的。至於有強逼一些大陸籍人士或大陸籍人士的後裔認同「台灣人」為至上課題，這一種強姦民意的作法是少有效果的，它亦不該是我們追求民主自由、人權至上人士來肯定的行為。
最近黨外論壇內部，有意無意的一而再、再而三地提出「台灣意識」，或有意地強調「台灣人意識」的成長和成熟。我認為他們有一點焦急，有意迴避客觀現實、輕視歷史過程，而一心一意、一廂情願地把自己的「理念」、主觀願望道出來；這個有一點像東條英機提倡大和魂、高揚日本精神的作法。……
〈龍的傳人〉為何能在台灣校園歌曲中保持它的長期地位，還不值得高唱「台灣人意識成長論」者探討的嗎？一千八百萬「台灣人」應該包含有多元的存在；我們只要不是裝糊塗、缺乏社會科學學養的話，我們是不作這一種提法的。不過我還是同情，那些正在玩「政治魔術」的黨外民意代表們不得不做出那一種呼籲的處境；但是，這一種同情是屬於「情絲」一類的，不是一種社會科學的洞察。
2008年1月1日，中華民國副總統呂秀蓮出席南投縣國姓鄉禪機山仙佛寺「中華民族祭祖大典」，認為會場內播放的《龍的傳人》應該把「古老的東方有一條龍，它的名字就叫中國」這句歌詞的「中國」改成「中華」較好：「我覺得它改一個字啦，不要講『中國』，（而要）講『中華』。『中華』是可以接受。『中國』是政治意涵，『中國』是指中華人民共和國。」
北京大学社会学系教授馬戎2009年在《领导者》上發表文章認為中國當局對中华民族多元一体国情、民族知识教育和民族平等的政策宣传非常薄弱，中國當局关于“中国人”是“华夏子孙”、“炎黄子孙”和“龙的传人”的片面宣传在客观上也加强了“汉族”等同于“中华民族”的觀念。2012年時任中共中央统战部常務副部长朱维群发文認為“汉族喜欢说的‘龙的传人’、‘炎黄子孙’其实并不科学，……要防止大民族主义。”
陳方隅2019年在「菜市場政治學」發文認為《龍的傳人》以「黑眼睛黑頭髮黃皮膚，永永遠遠是龍的傳人」定義中國人的方式是族群民族主義，以血緣和生物特徵定義。即使後來侯德健把這句歌詞改成「不管你自己願不願意」，開放性變高了一點，但仍然是先天性的要素來定義民族，而且還沒有選擇的餘地。陳方隅認為《台灣人民自救宣言》的台灣民族主義是公民民族主義，以認同共同的制度界定共同體。現今不管是本省人、外省人等不同的族群，都漸漸地形成以台灣（地理概念）為中心的認同，認定自己是「台灣人」。

## 外部連結
- 李建復-龍的傳人 (官方完整版Comix) （页面存档备份，存于）。滾石唱片